# ترور (مجموعه تلویزیونی)
ترور نام یک مجموعهٔ تلویزیونی به کارگردانی حسین حکمت‌جو است که در سال ۱۳۷۴ تولید و از شبکه ۱ پخش گردید.

## بازیگران
- سید جواد هاشمی
- توران مهرزاد
- صدیقه کیانفر
- شاپور بخشایی
- مهرخ افضلی
- رضا ایران‌منش
- کرامت رودساز
- حسین عباسی
- احمد نژادیان
- جلال رهگذر
- محمد داودی
- رضا رضوی
- بابک والی